# Richard Redgrave
Pour les articles homonymes, voir Redgrave.
Richard Redgrave RA (30 avril 1804 à Pimlico, Londres - 14 décembre 1888 à Kensington, Londres) est un artiste britannique, peintre de genre et administrateur de musées.

## Jeunesse

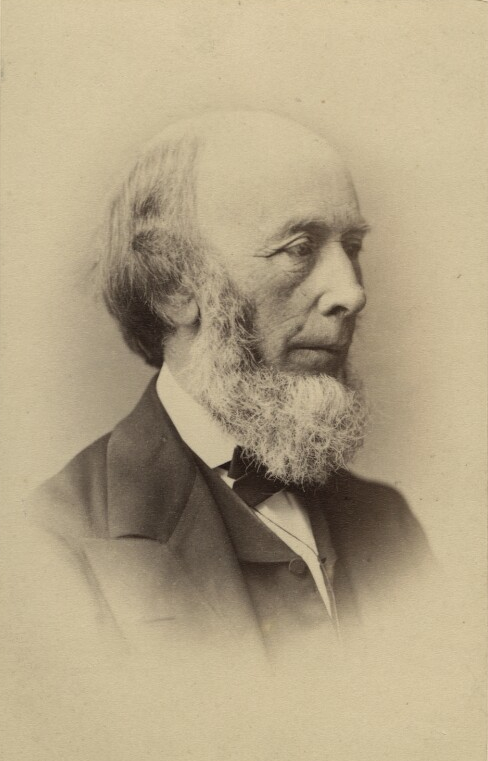
Carte de visite représentant Richard Redgrave, années 1860

Il est né à Pimlico, Londres, au 2 Belgrave Terrace, deuxième fils de William Redgrave et frère cadet de Samuel Redgrave. Alors qu'il est employé dans l'usine de son père, il visite le British Museum pour y faire des dessins des sculptures en marbre. Son œuvre The River Brent, near Hanwell de 1825 le voit admis dans les écoles de la Royal Academy l'année suivante. Il quitte l'entreprise de son père en 1830 et commence à gagner sa vie en enseignant l'art.

## Carrière

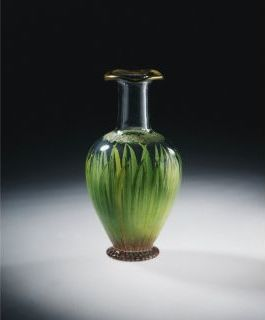
Well Spring Carafe, 1847 - 1851 conçu par Richard Redgrave V&A Museum no. 4503-1901

Il travaille d'abord comme designer. Il est élu associé en 1840 et académicien en 1851 (retraité, 1882). Son Gulliver on the Farmer's Table (1837) fait sa réputation de peintre. Il devient un peintre assidu de paysage et de genre ; ses meilleures tableaux étant Country Cousins (1848), Olivia's Return to her Parents (1839), The Sempstress (1844) et A Well-spring in the Forest (1877). Redgrave organise trois expositions importantes à la Royal Academy et une à la Royal Society of Painter-Etchers and Engravers.

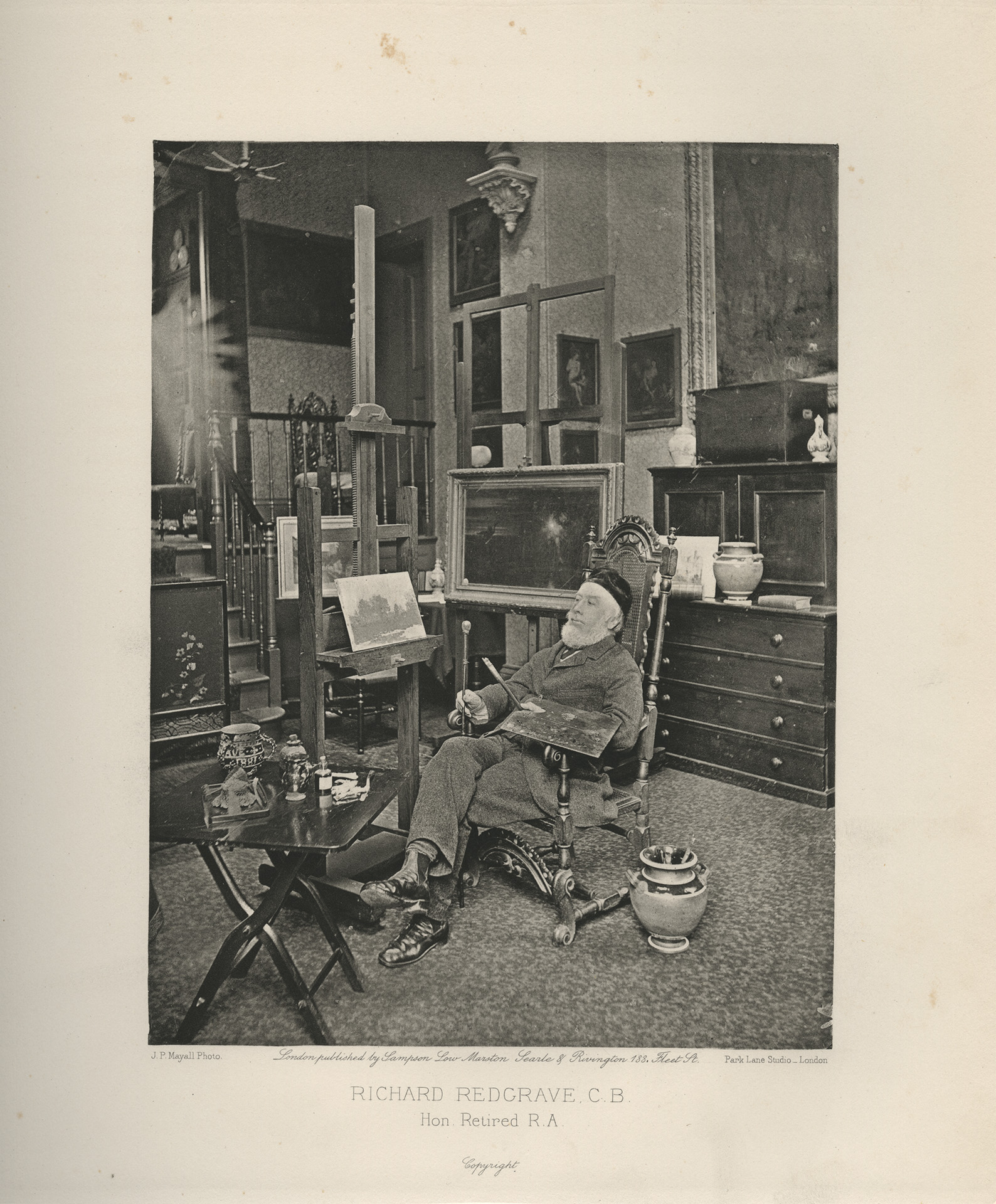
Richard Redgrave par JP Mayall de Artists at Home, photogravure, publié en 1884, Department of Image Collections, National Gallery of Art Library, Washington, DC

Il est lié à partir de 1847 avec la Government School of Design, comme conférencier et professeur de botanique, et devient directeur en 1848 et surintendant d'art en 1852. Il est inspecteur général des arts au Département des sciences et des arts en 1857. Premier conservateur des peintures du Victoria and Albert Museum, il contribue grandement à la création de cette institution, et il revendique le mérite d'avoir obtenu les dons de Sheepshanks et d'Ellison pour la nation. Redgrave reçoit la croix de la Légion d'honneur après avoir siégé au comité exécutif de la section britannique de l'Exposition de Paris de 1855. Ses enfants Evelyn Leslie Redgrave et Frances M Redgrave sont des peintres célèbres.
Il est conservateur des tableaux de la couronne de 1856 à 1880, période au cours de laquelle il produit un catalogue en 34 volumes détaillant les tableaux du château de Windsor, du palais de Buckingham, de Hampton Court et d'autres résidences royales.
Redgrave et son frère Samuel sont les co-auteurs de l'influent A Century of Painters of the English School, publié en 1866. Il a également écrit An Elementary Manual of Colour, 1853.
Il refuse un titre de chevalier en 1869.
Il meurt au 27 Hyde Park Gate, Kensington, Londres, le 14 décembre 1888 et est enterré au cimetière de Brompton.